# Super Mario Party
Super Mario Party (スーパー マリオパーティ, Sūpā Mario Pāti) é um jogo eletrônico de grupo desenvolvido pela NDcube e publicado pela Nintendo. Título da série Mario Party, foi lançado para o Nintendo Switch em 5 de outubro de 2018 e vendeu 1,5 milhão de cópias até o final do mês, tornando-o um dos jogos mais vendidos do console.

## Jogabilidade
A jogabilidade tradicional dos jogos Mario Party mais antigos retorna em Super Mario Party, depois do afastamento dos dois jogos anteriores da fórmula estabelecida. O modo de jogo padrão, Party Mode, inclui até quatro jogadores revezando e navegando pelo tabuleiro à procura de estrelas enquanto competem entre si em uma variedade de minijogos. Um segundo modo, conhecido como Partner Party, inclui dois times de dois jogadores também procurando por estrelas em um tabuleiro de movimento livre, similar àqueles em Mario Party: Star Rush. O jogo pode ser jogado com apenas um Joy-Con por jogador, permitindo que dois jogadores joguem juntos com apenas um console, que vem com dois Joy-Con. Super Mario Party também tira vantagem das capacidades de comunicação local sem fio do Switch, permitindo que times joguem em consoles separados e permitindo que vários consoles sejam sincornizados para criar cenários multi-monitor maiores em um modo de jogo chamado de Toad's Rec Room (como patenteado antes do anúncio do jogo).
Alguns dos minijogos podem ser jogados usando controles tradicionais, enquanto outros podem ser controlados por controle de movimento, como o minijogo da corrida de triciclo.
Toad e Toadette retornam como apresentadores de Super Mario Party, dirigindo os jogadores pelo jogo.

### Jogo online
Super Mario Party inclui um modo de jogo online pela primeira vez na série Mario Party. Enquanto os tabuleiros do Party Mode estão restritos à jogabilidade offline, jogadores podem jogar os 80 minijogos do jogo com outros jogadores, seja localmente ou online, independentemente dos jogos de tabuleiro, no modo Online Mariothon. Nesse modo, jogadores competem em cinco minijogos randomicamente selecionados, tentando conseguir a maior pontuação. O modo também inclui tabelas de classificação e um sistema de ranqueamento, bem como prêmios que os jogadores podem receber por jogar este modo.

## Personagens jogáveis
A lista de personagens jogáveis em Super Mario Party inclui Mario, Luigi, Peach, Daisy, Wario, Waluigi, Yoshi, Rosalina, Donkey Kong, Shy Guy, Koopa Troopa, Boo, Hammer Bro e Dry Bones, todos retornando de outros jogos, enquanto Bowser é completamente jogável pela primeira vez. Novos personagens jogáveis na série incluem Bowser Jr. e Diddy Kong, que haviam aparecido anteriormente como personagens jogáveis apenas em jogos Mario Party para consoles portáteis; Pom Pom, que tem sua primeira aparição na série; Goomba e Monty Mole, que nunca haviam sido personagens jogáveis em Mario Party, mas haviam aparecido como personagens não jogáveis na série.

## Desenvolvimento
Super Mario Party foi desenvolvido pela NDcube. A Nintendo revelou Super Mario Party em 12 de junho de 2018 durante a Nintendo Direct na Electronic Entertainment Expo 2018, onde eles também anunciaram que o jogo seria lançado em 5 de outubro de 2018 para o Nintendo Switch. Em agosto de 2018, a Nintendo confirmou que Super Mario Party não seria compatível com o Nintendo Switch Pro Controller. Em setembro de 2018, foi revelado que Super Mario Party não seria compatível como o modo portátil.

## Recepção
Super Mario Party recebeu "críticas geralmente favoráveis" de acordo com o agregador de críticas Metacritic. A IGN deu ao jogo uma nota 7.3/10, afirmando que "Super Mario Party entrega a experiência de multijogador que a série é famosa por entregar", também mencionando a pequena seleção de mapas. O jogo em geral foi criticado por ter apenas quatro tabuleiros, e muitos críticos também acharam estes tabuleiros muito pequenos se comparados aos antigos jogos Mario Party. O jogo foi aclamado por sua grande variedade de modos e personagens. A maior aclamação, porém, se dirigiu aos minijogos.

### Vendas
Super Mario Party vendeu 142.868 cópias no varejo no Japão em seus primeiros dois dias, vendendo mais rapidamente do que seus predecessores, Mario Party 10 e Mario Party 9. Super Mario Party estreou na quinta posição nas tabelas de vendas do varejo do Reino Unido, em um tempo lotado de lançamentos. Até 31 de outubro de 2018, as vendas totais de Super Mario Party haviam ultrapassado a marca de 1,5 milhão de cópias, excedendo largamente as expectativas da Nintendo e tornando-o o jogo de Mario Party mais rapidamente vendido desde Mario Party 6.
Vendas totais chegaram a 5,3 milhões de cópias até o fim de dezembro de 2018. Até fevereiro de 2019, o jogo havia vendido mais de 1 milhão de cópias no Japão.

### Premiações
| Ano  | Prêmio                                                | Categoria                                                                                     | Resultado | Ref.   |
| ---- | ----------------------------------------------------- | --------------------------------------------------------------------------------------------- | --------- | ------ |
| 2018 | Gamescom Awards                                       | Best Family Game ("Melhor Jogo para a Família")                                               | Venceu    | [ 31 ] |
| 2018 | The Game Awards 2018                                  | Best Family Game ("Melhor Jogo para a Família")                                               | Indicado  | [ 32 ] |
| 2018 | Gamers' Choice Awards                                 | Fan Favorite Family-Friendly Multiplayer Game ("Jogo Multijogador Familiar Favorito dos Fãs") | Venceu    | [ 33 ] |
| 2018 | Australian Games Awards                               | Family/Kids Title of the Year ("Título Para Família/Crianças do Ano")                         | Indicado  | [ 34 ] |
| 2018 | Australian Games Awards                               | Game of the Year ("Jogo do Ano")                                                              | Indicado  | [ 34 ] |
| 2019 | National Academy of Video Game Trade Reviewers Awards | Game, Franchise Family ("Jogo, Franquia Familiar")                                            | Venceu    | [ 35 ] |